# Лёгкая атлетика на летних Олимпийских играх 1900 — метание молота
Соревнования по метанию молота среди мужчин на летних Олимпийских играх 1900 прошли 16 июля. Приняли участие пять спортсменов из двух стран.

## Призёры
| Золото            | Серебро           | Бронза                  |
| Джон Флэнаган США | Тракстон Хейр США | Джозайя Мак-Крейкен США |

## Соревнование
| Место | Спортсмен                 | Результат  |
| ----- | ------------------------- | ---------- |
| 1     | Джон Флэнаган (USA)       | 51,01 м OR |
| 2     | Тракстон Хейр (USA)       | 46,26 м    |
| 3     | Джозайя Мак-Крейкен (USA) | 43,58 м    |
| 4     | Эрик Лемминг (SWE)        | Неизвестен |
| 5     | Карл Штааф (SWE)          | Неизвестен |